# Jatilaba
Jatilaba is een bestuurslaag in het regentschap Tegal van de provincie Midden-Java, Indonesië. Jatilaba telt 8246 inwoners (volkstelling 2010).